# Kjeld Tolstrup
Kjeld Tolstrup (27. juni 1965 i Aarhus – 21. marts 2011) var en dansk dj og radiovært. Han optrådte i The Hacienda, Ministry of Sound i London, Sensation i København, OL i Athen og ved MTV Europe Music Awards. Sideløbende med sin karriere som dj remixet Kjeld Tolstrup for kunstnere som C. V. Jørgensen, Love Shop, Cut 'N' Move og Infernal.
Kjeld Tolstrup var søn af chefredaktør Tor Tolstrup.
Kjeld Tolstrup spillede sit første dj-job som 16-årig i Skanderborg i 1981 og arbejdede sig siden op i toppen blandt danske dj's..
Tolstrup nåede at spille på en række kendte klubber og events forskellige steder i verden heriblandt legendariske The Hacienda i Manchester, V58 og Ministry of Sound i London,hvor han var resident DJ, Love Ranch, Leisure Lounge, Betty Ford Clinic, Return To New York, Metalworks, Drum Club, Strut, Café De Paris, Limelight, The Gallery, Pinch, Club For Life, The End, Riki Tik, Whoop It Up, Momo´s, Life, Magnum, Pier 61, Les Bains, Castel, Harem, Sensation i København (15. november 2008), OL i Athen og ved MTV Europe Music Awards. Hans sidste job som DJ var som opvarmning til David Guetta på Tap 1 fredag den 8. oktober 2010.
Han var tilbagevendende gæste-dj på radioprogrammet De Sorte Spejdere (2005–2008) på DRs P3. I de seneste år opfandt han musikprogrammet "Unga Bunga" i P3, et program som han bestyrede i samarbejde med Le Gammeltoft. De stod desuden bag opsamlingsserien Sound of Copenhagen (2008–2010), der var en række CD-udgivelser med kendte og ukendte elektroniske kunstnere.
Kjeld Tolstrup døde den 21. marts 2011 i en alder af 45 år efter længere tids sygdom og en hospitalsindlæggelse. I 2000 var han i tre uger indlagt på hospitalet på grund af en medfødt hjertefejl.
I 2002 modtog Kjeld Tolstrup æresprisen, "Kim Schumachers DeeJay-Pris" ved Danish DeeJay Awards (DDJA) i Tivolis Koncertsal. Prisen uddeles som en "Lifetime Achievement"-pris på den danske klubscene.[kilde mangler]
Ved Danish DeeJay Awards 2012 indstiftedes æres-og mindeprisen "Kjeld Tolstrup-Prisen", som hvert år uddeles til et særligt talent i branchen. De første modtagere i 2012 var "Shanghai."[kilde mangler]
Kjeld Tolstrup er begravet ved Åbyhøj Kirke.